# Trønskenesfluno
Trønskenesfluno est une île norvégienne du comté de Vestland appartenant administrativement à Etne.

## Description
Il s'agit d'un ilot minuscule rocheux et désertique. 